# Estados Unidos en los Juegos Olímpicos de Chamonix 1924
Estados Unidos estuvo representado en los Juegos Olímpicos de Chamonix 1924 por un total de 24 deportistas, 22 hombres y 2 mujeres, que compitieron en 6 deportes.
El portador de la bandera en la ceremonia de apertura fue el jugador de hockey sobre hielo Clarence Abel.

## Medallistas
El equipo olímpico estadounidense obtuvo las siguientes medallas:
| Nombre           | Deporte               | Competición                   |
| ---------------- | --------------------- | ----------------------------- |
| Oro              |                       |                               |
| Charles Jewtraw  | Patinaje de velocidad | 500 m M                       |
| Plata            |                       |                               |
| Equipo           | Hockey sobre hielo    | Torneo M                      |
| Beatrix Loughran | Patinaje artístico    | Individual F                  |
| Bronce           |                       |                               |
| Anders Haugen    | Salto en esquí        | Trampolín normal individual M |